# Gabaga
Gabaga est un village situé dans la région de l'Extrême-Nord du Cameroun, le département du Diamaré et la commune de Meri. Il dépend du canton de Douroum.

## Localisation
Le village de Gabaga est localisé à 10°39 et 14°05 sur la route de Douvangar à Zigdeleng.

## Population
En 1974, le village comptait 226 habitants, principalement des Mofu.
Lors du dernier recensement de 2005, on y a dénombré 529 personnes, avec 257 hommes (48,58 %) pour 272 femmes (51,42 %). 